# Harding (Automobilhersteller)
Harding war ein US-amerikanischer Hersteller von Automobilen.

## Unternehmensgeschichte
Das Unternehmen hatte seinen Sitz im US-Bundesstaat Wisconsin. Ein Historiker meint, der Standort war in Oshkosh, ein anderer nennt Kenosha. Samuel B. Harding war in leitender Position tätig. Die Produktion von Automobilen lief nur kurze Zeit und wird auf 1919 datiert. Der Markenname lautete Harding. Insgesamt entstanden wahrscheinlich 4 oder 5 Fahrzeuge, möglicherweise 13.
Ein Fahrzeug existiert noch.

## Fahrzeuge
Die Fahrzeuge hatten einen Sechszylindermotor von der Wisconsin Motor Manufacturing Company. Er leistete 60 PS. Eine Abbildung zeigt einen Roadster.